# Breckin Meyer
Breckin Erin Meyer (ur. 7 maja 1974 w Minneapolis) – amerykański aktor, scenarzysta, producent filmowy i perkusista. Laureat Złotej Maliny, nominowany do nagród Young Artist Award i Teen Choice Award.

## Życiorys
Urodził się w Minneapolis w stanie Minnesota, jako syn Dorothy Ann (z domu Vial), agentki biura podróży i byłej mikrobiolog, i Christophera Williama Meyera, konsultanta ds. zarządzania. uczęszczał do Beverly Hills High School. W telewizji po raz pierwszy pojawił się w reklamie, później prowadził program dla dzieci Child’s Play. Jego wymarzonym zawodem nie było aktorstwo, chciał być nauczycielem w przedszkolu. 
W 1996 założył zespół muzyczny o nazwie Bellyroom, obecnie nie zajmuje się już muzyką. 
Stał się szczególnie znany dzięki roli Jona Arbuckle w filmie Garfield.
14 października 2001 ożenił się ze scenarzystką Deborah Kaplan. Mają dwie córki: Clover i Caitlin Willow. W 2012 doszło do rozwodu.

## Filmografia
- 1985: Potato Head Kids jako Spud
- 1986–1994 Prawnicy z miasta aniołów jako Brian Campbell
- 1988–1993 Cudowne lata jako Gary Cosey
- 1990 Camp Cucamonga jako Cody
- 1991 Freddy nie żyje: Koniec koszmaru jako Spencer
- 1992 The Jackie Thomas Show jako Chas Walker
- 1994-2000 Ich pięcioro jako Alec Brody (gościnnie)
- 1995 Zdrada jako Eric Nelson
- 1995–1996 Home Court jako Mike Solomon
- 1995 Clueless jako Travis Birkenstock
- 1995 Zemsta jako chłopiec
- 1996 Ucieczka z Los Angeles jako Surfer
- 1996 Szkoła czarownic jako Mitt
- 1996-1999 Słodkie zmartwienia jako Harrison (gościnnie)
- 1997 Bobby kontra wapniaki jako Joseph Gribble
- 1997 Dotyk jako Greg Czarnicki
- 1997 Prefontaine jako Pat Tyson
- 1998 Dancer, Texas pop. 81 jako Keller Coleman
- 1998 Szalona impreza jako Walter – wokalista
- 1998 Klub 54 jako Greg Randazzo
- 1999 Informator jako syn Sharon
- 1999 Wyścig jako Cole
- 1999 Go jako Tiny
- 2000 Rocky Times jako Jamie
- 2000 The Near Future jako Luke
- 2001 Wyścig szczurów jako Nick Shaffer
- 2001 Kate i Leopold jako Charlie McKay
- 2000 Ostra jazda jako Josh Parker
- 2004: Garfield jako Jon Arbuckle
- 2005: Garbi: super bryka jako Ray Peyton jr.
- 2006: Garfield 2 jako Jon Arbuckle